# 22. српска бригада НОВЈ
Двадесет друга српска бригада НОВЈ формирана је у другој половини септембра 1944. године у селу Друговцу од Космајског партизанског одреда и Другог посавско-тамнавског батаљона који се из Баната пребацио у Србију. Имала је 3 батаљона са око 1000 бораца. Од формирања до 2. октобра 1944. године носила је име Космајска бригада. Првобитно је била у саставу Пете крајишке дивизије, а од 8. октобра 1944. године у Шестој пролетерској дивизији.

## Борбени пут бригаде
Крајем септембра 1944. године водила је борбе са четницима у Бељини, Лисовићу и Бождаревцу, када је разбила четничке Грочанску и Липовичку бригаду, а у октобру је учествовала у борбама за ослобођење Београда. Потом је била упућена на Сремски фронт, где је у новембру водила борбе против Немаца код Манђелоса и Маторе шуме. Крајем месеца упућена је на одмор у Београд, а од краја децембра поновно се налазила на Сремском фронту. Због претрпљених губитака на фронту расформирана је 7. марта 1945. године.